# عنكبوت الناسك المتوسطي
عنكبوت الناسك المتوسطي (الإسم العلمي: Loxosceles rufescens)، هو نوع من أنواع العناكب. منشأه وتواجده هو في منطقة البحر الأبيض المتوسط كما يوحي اسمه، ولكن يمكن العثور عليه الآن في أجزاء كثيرة من العالم.
مثل الأنواع الأخرى من العناكب التي تنتمي لجنس Loxosceles ، يمكن أن تؤكي لدغات عنكبوت الناسك المتوسطي لأعراض خطيرة، وقد تسبب لإصابات جلدية - وهي حالة التي تعرف باسم loxoscelism. على الرغم من التواجد والتعايش المشترك مع البشر لمدة تقدر بآلاف السنين، لا يوجد سوى تقرير واحد عن وفاة بشرية مرتبطة بلدغة من هذا النوع من العناكب؛ تقرير لحالة من عام 2016 حيث لم يتم القبض على أي عنكبوت لتحديد هوية مؤكدة، وفي هذه الحالة عانت الضحية من اضطراب المناعة الذاتية (الوهن العضلي الوبيل).
يعتبر هذا النوع من العناكب كنوع عناكب «متشردة» عالميا، حيث يوجد انتشار واسع لها في جميع أنحاء العالم، تم القبض عليه مرات عديدة في الولايات المتحدة، حيث يتم الإلتباس والخلط بتعريفه هناك بعنكبوت الناسك البني (الإسم العلمي: Loxosceles reclusa)؛ لا يمكن تمييز النوعين بتاتا تقريبًا من البنية الشكلية الظاهرة، والتعريف الخاطئ والمغلوط يعتبر أمر شائع. على سبيل المثال، في شهر فبراير عام 2021، أدى القبض على عدد قليل من أفراد عناكب الناسك المتوسطي في مكتبة شابيرو الجامعية في جامعة ميشيغان، إلى إغلاق المكتبة لمدة يومين.